# Paradoxo do cavalo
O paradoxo do cavalo é um paradoxo que surge pela falsa demonstração da proposição: «Todos os cavalos são da mesma cor», para a qual se usa o princípio da indução matemática. 
Como caso de base, nós podemos observar que num conjunto que contém um único cavalo, todos os cavalos são claramente da mesma cor. Se supusermos que a proposição é verdadeira para todos os conjuntos de dimensão inferior a n e para os de dimensão n, então se houver n+1 cavalos num conjunto, retiramos um deles para obter um conjunto resultante com n cavalos, e pela suposição de indução, todos os cavalos nesse conjunto são da mesma cor.
Fica por demonstrar que esta cor é a mesma que a do cavalo que retiramos. O correcto a fazer é devolver o primeiro cavalo, retirar outro e aplicar outra vez o principio da indução a este conjunto de n cavalos. Assim todos os cavalos num conjunto de n+1 cavalos são da mesma cor. Pelo princípio de indução, estabelecemos que todos os cavalos são da mesma cor. 
O erro na "demonstração" anterior descobre-se ao analisar o raciocínio: faz-se a suposição implícita de que os dois subconjuntos de cavalos aos quais se aplicou a suposição de indução têm um elemento comum, mas isto falha quando n=2.
Este paradoxo é simplesmente o resultado de um raciocínio erróneo. Mostra assim os problemas que se produzem quando se deixam de considerar casos específicos para os quais uma proposição geral pode ser falsa. 